# Лунные горы (фильм)
«Лунные горы» — американский кинофильм 1990 года, основанный на биографическом романе У. Харрисона «Бёртон и Спик».

## Сюжет
В фильме рассказывается о реальном путешествии по Африке с целью поиска истоков Нила (Лунные горы), которое было предпринято в 1857—1858 годах. Двое военнослужащих британской армии — капитан Ричард Фрэнсис Бёртон и лейтенант Джон Хеннинг Спик — направляются в глубь Африки. Результатом путешествия стало обнаружение истока самой длинной реки мира, Нила, и решение вопроса, над которым учёные ломали голову со времён Геродота.
Тэглайн гласит: «Двое незнакомцев, которых сделала друзьями земля туземцев. Двое друзей, которых превратил во врагов цивилизованный мир». Несмотря на размолвку по возвращении в Европу, Бёртон и Спик до конца сохраняют благородство, а реальным злодеем оказывается влюблённый в Спика журналист Лоренс Олифант.

## В ролях
- Патрик Берджин — Ричард Бёртон
- Иэн Глен — Джон Спик
- Фиона Шоу — Изабел Бёртон
- Ричард Э. Грант — Лоренс Олифант
- Эдриан Роулинс — Эдвард
- Питер Вон — Лорд Хоутон
- Бернард Хилл — Дэвид Ливингстон
- Делрой Линдо — Мабруки
- Омар Шариф — султан

## Работа над фильмом
Боб Рафельсон давно мечтал экранизировать роман «Бертон и Спик». На фоне популярности экранизаций форстеровских романов от студии Джеймса Айвори он настоял на как можно более точном воспроизведении исторических реалий. Музыку для фильма сочинил Майкл Смолл. Его вдохновляли традиционные африканские музыкальные мотивы.
Притушёванные гомосексуальные мотивы, соединяющие Спика, Бёртона и Олифанта в любовный треугольник, помешали ленте стать коммерческим хитом, однако кинокритиками она была принята в основном положительно. «Фильм захватывает всё внимание. История рассказана умно и трезво — стильно, но без надрыва. Это один из тех фильмов, после которых отходишь от экрана с желанием узнать побольше о героях», — написал по поводу картины Роджер Эберт.